# Rubus caucasigenus
Rubus caucasigenus är en rosväxtart som först beskrevs av Henri L. Sudre, och fick sitt nu gällande namn av Juzepczuk. Rubus caucasigenus ingår i släktet rubusar, och familjen rosväxter. Inga underarter finns listade i Catalogue of Life.